# Antoniówka
Antoniówka [pronunciación en polaco: /antɔˈɲufka/] es un pueblo ubicado en el distrito administrativo de Gmina Sławno, dentro del Distrito de Opoczno, Voivodato de Łódź, en Polonia central. Se encuentra aproximadamente a 3 kilómetros al noreste de Sławno, a 9 kilómetros al oeste de Opoczno, y a 64 kilómetros al sureste de la capital regional Łódź.